# Свами Сватмарама
Свами Сватмарама (IAST: Svāmī Svātmārāma, XV—XVI век, Индия) — йогический мудрец. 
Автор «Хатха-йога-прадипики». Свами Сватмарама был последователем традиции Натхов (основным учителем которых является Сиддха Горакшанатх (XII в.), получивший знания у  Бога Шивы).

## Хатха-йога-прадипика
Свами Сватмарама автор древнейшего уцелевшего классического текста хатха-йоги «Хатха-йога-прадипика» (санскр.: "Свет хатха-йоги"). 
Текст написан в рамках индуистской философской школы йоги и посвящён Шиве, который, согласно традиции индуизма, передал тайные знания о хатха-йоге своей божественной супруге Парвати. В целом текст состоит из десяти глав.
В русском переводе до сих пор издавались только первые четыре:
1. описывает асаны (санскр. - йогические позы) и питание, перечисляет ямы (сдержанность в поведении) и ниямы (соблюдаемые ограничения).
2. описывает пранаяму и шаткармы (практики внутреннего очищения).
3. рассказывает о мудрах, бандхах (санскр. -«замках»), нади (санскр. - "каналах" в тонком теле человека, по которым течёт прана), и энергии кундалини.
4. описывает пратьяхару, дхарану, дхьяну и самадхи.

## Переводы по-русски
Впервые русский анонимный перевод появился в самиздате в 1983 году.
В 1994 г. был издан перевод с комментариями О. Полотова. На основные европейские языки текст переводился неоднократно.